# Región de Hiiraan
Hiiraan (somalí: Hiiraan; árabe هيران Hīrān) es una región administrativa (gobolka) en el centro de Somalia. Su capital es Beledweyne. Limita con Etiopía y las regiones somalíes de Galguduud, Shabeellaha Dhexe, Shabeellaha Hoose, Bay y Bakool.

## Distritos
La región de Hiiraan consiste en 4 distritos:
- Beledweyne, capital de la región de Hiran
- Buuloburde
- Jalalaqsi
- Buq aqable
- Matabaan
- Ceel Cali
- Maxaas

## Acontecimientos recientes
En julio de 1998, los clanes de la región de Hirán empezaron a discutir la creación de un poder regional, como había acontecido en Benadir y Puntland.
- Datos: Q660040